# DHC Overpelt
Maillots
Le DHC Overpelt, est un club belge de handball féminin, situé à  Overpelt en province du Limbourg, en Belgique, le club possède deux équipes dont une évoluant en deuxième division national tandis que l'autre évolue en Promotion Limbourg.

## Histoire
Le Dames Handbal Club Overpelt a été fondé en ?, il reçoit donc le matricule 341.

### Parcours
| Saison    | Division   | Classement | Coupe de Belgique  |
| 2011-2012 | Division 2 | ?          | ?                  |
| 2012-2013 | Division 2 | 4          | Huitième de finale |
| 2013-2014 | Division 2 | .          |                    |

## Derby
- DHC Meeuwen
- United HC Tongeren
- Initia HC Hasselt
- Sporting Neerpelt-Lommel
- HC Pentagoon Kortessem
- Achilles Bocholt

## Effectif actuel (2013-2014)

### Division 2
| Nom               |
| ----------------- |
| Alexy Braeken     |
| Kris Daemen       |
| Anouk Dirkx       |
| Joke Flament      |
| Ine Hendriks      |
| Sarah Hendriks    |
| Liesbet Jannis    |
| Nicky Laeremans   |
| Tine Mondelaers   |
| Shannon Naus      |
| Anneleen Noten    |
| Elien Noten       |
| Paulien Put       |
| Klaartje Paesen   |
| Mieke Paesen      |
| Sarah Palmans     |
| Anneleen NOTEN    |
| Mieke Pinxten     |
| Sonja Pinxten     |
| Joke Schildermans |
| Nathalie Snoekx   |
| Eva Steyvers      |
| Elke Tijskens     |
| Ine Van Deursen   |
| Gwenny Vangerven  |
| Emily Wilms       |